# Dezonorata (film)
Dezonorata (în engleză Dishonored) este un film de spionaj romantic realizat în 1931 de Paramount Pictures și regizat de Josef von Sternberg. Rolurile principale sunt interpretate de Marlene Dietrich, Victor McLaglen, Gustav von Seyffertitz și Warner Oland.

## Rezumat
În anul 1915, în timpul Primului Război Mondial, încă una dintre prostituatele unui bordel din Viena s-a sinucis. Văduva de ofițer Marie Kolverer își câștigă traiul din prostituție, dar nu se teme de viață sau de moarte. Aflat în zonă, șeful Serviciilor Secrete Austriece, aude vorbele ei și îi propune să ajute statul austriac prin culegerea de informații. În prima ei misiune agenta X-27 trebuie să-l demaște ca trădător pe colonelul von Hindau, care era suspectat că divulgă rușilor planurile militare austriece. Colonelul Hindau îi cunoștea pe toți agenții de informații austrieci, așa că Marie este introdusă în anturajul lui.
Cei doi se întâlnesc în ajunul Anului Nou, iar femeia îl seduce și reușește să-și dea seama cum comunica colonelul cu agenții secreți ruși. Înainte de a fi capturat, Hindau se împușcă. Marie pornește în căutarea agentului de contact al lui Hindau și îl întâlnește într-o sală de casino. Cei doi au un scurt flirt, dar ofițerul înțelege jocul ei și dispare. Acțiunea ei provoacă supărarea șefului Serviciilor Secrete Austriece care o informează că omul pe care-l urmărise, locotenentul Kranau, era un spion rus versat. Ea este trimisă apoi într-o misiune de spionaj în Rusia, dar cu puțin timp înainte de a pleca este vizitată acasă de Kranau care afirmă că este agent secret rus și are gradul de colonel în Armata Rusă, după care dispare cu ușurință fără a putea fi capturat.
Aflată în Rusia, Marie, deghizată ca cameristă, seduce un colonel (care făcea parte din unitatea lui Kranau) și obține informații militare importante. Kranau o descoperă și dispune arestarea ei, dar femeia reușește să evadeze după ce-i pune un somnifer în băutură. Ajunge în liniile austriece și transmite informațiile obținute, iar Armata Austriacă obține o victorie importantă, capturând numeroși militari ruși. Printre ofițerii capturați se află și Kranau, care este identificat a fi spionul rus H-14, căutat de mult timp. Marie, care era îndrăgostită de el, cere să-l interogheze timp de 10 minute și îi permite să evadeze. Este acuzată de trădare, condamnată la moarte și executată.

## Distribuție
- Marlene Dietrich - văduva Marie Kolverer alias agenta X27
- Victor McLaglen - colonelul Kranau
- Gustav von Seyffertitz - șeful Serviciilor Secrete Austriece
- Warner Oland - colonelul von Hindau
- Lew Cody - colonelul Kovrin
- Barry Norton - tânărul locotenent din plutonul de execuție
- Max Barwyn - adjutantul colonelului Kranau (necreditat)
- Wilfred Lucas - generalul Dimov (necreditat)
- Harold Nelson - Fritz, valetul lui von Hindau (necreditat)

## Producție
Dezonorata a avut la bază povestirea X.27 scrisă de Josef von Sternberg. Deși filmul trebuia inițial să poarte acest nume, conducătorii studioului Paramount au ales, împotriva voinței lui von Sternberg, titlul Dezonorata. „Protestul meu că doamna nu era dezonorată, ci împușcată, a trecut neobservat de ei [Paramount]”, a afirmat ulterior von Sternberg. Cea mai cunoscută scenă a filmului a devenit scena execuției: „În timp ce soldații o țintesc, prostituata Magda se rujează. Melodrama erotică lascivă a lui Josef von Sternberg [...] a fost un răspuns la succesul filmului Mata Hari cu Greta Garbo”.
Filmul a avut premiera oficială pe 5 martie 1931 la Teatrul Rialto din New York. După Maroc (1930), Dezonorata a fost al doilea film american al Marlenei Dietrich, realizat la Hollywood.
Compoziția lui Iosif Ivanovici, valsul Valurile Dunării este interpretată la pian de către personajul Marlenei Dietrich, (minutul 23:45).

## Aprecieri critice
Criticii germani contemporani s-au manifestat destul de ostil față de acest film. Astfel, un cronicar a scris într-un articol din Lichtbildbühne că „Sternberg [...] ne oferă prin acest film o operă care cu greu ne poate mulțumi. [...] Sternberg a rescris istoria. Este surprinzător faptul că un om care cunoaște Europa a fost capabil să realizeze un scenariu care să prezinte o imagine a Austriei din timpul războiului atât de diferită în plan procedural, motivațional și psihologic”.
Lexikon des Internationalen Films consemnează: „Imagini din vechea Europă, erotism lasciv și soartă implacabilă: o melodramă - interesantă dramatic - a vienezului Josef von Sternberg”. „Marlene captivează prin farmecul ei glacial”, completa revista germană Cinema.